# チューリップワイド THE NEWS
『チューリップワイド THE NEWS』（チューリップワイド ザ・ニュース）は、2009年3月30日から2010年3月26日までチューリップテレビ（TUT）で放送されたローカルニュース番組（『総力報道!THE NEWS』の富山県ローカルパート）。ハイビジョン制作。

## 概要
TBS発の『JNNイブニング・ニュース』が終了し、替わって『総力報道!THE NEWS』がスタートしたことから、前番組『イブニング・ニュースとやま』を終了させてスタート。番組タイトルを『総力報道!THE NEWS』に合わせたものにし、スタジオセットも大幅に変更した。

## 放送時間
いずれも日本標準時。
- 月曜 - 金曜 18:05 - 18:45 （2009年3月30日 - 2009年9月25日）
- 月曜 - 金曜 18:00 - 18:40 （2009年9月28日 - 2010年3月26日） - 『イブニングワイド』第2部のニュースコーナーを『NEWS ZONE』と称してネット開始するのに伴い、以後は5分繰り上げて放送。

## 出演者

### キャスター
- 石川愛恵（当時TUTアナウンサー）
- 宮城克文（同上）

### コーナー担当者
- 五百旗頭幸男（当時TUTアナウンサー、「THE NEWS@スポ天」担当）
- 佐藤浩二（同上、「THE NEWS@スポ天」担当）
- 西美香（当時TUTアナウンサー、お天気コーナー・「今週のキニナル!」担当）
- 鎌田香奈（当時TUTアナウンサー、お天気コーナー・「今週のキニナル!」担当）

| チューリップテレビ 平日18時台 | チューリップテレビ 平日18時台 | チューリップテレビ 平日18時台 |
| 前番組                        | 番組名                        | 次番組                        |
| ----------------------------- | ----------------------------- | ----------------------------- |
| イブニング・ニュースとやま    | チューリップワイド THE NEWS   | N6                            |